# 15575 Manyakumar
15575 Manyakumar este o planetă minoră (asteroid), cu un diametru de 4,723 km, din centura de asteroizi. A fost descoperită pe 5 aprilie 2000 la Experimental Test Site⁠(d) de Lincoln Near-Earth Asteroid Research. 
Obiectul prezintă o orbită caracterizată de o semiaxă mare de 2,7544718 UAi, o excentricitate de 0,17, o înclinație de 5,25609 ° în raport cu ecliptica.